# 강진원
강진원(姜珍遠, 1959년 10월 20일 - )은 대한민국의 정치인이다. 제42·43·45대 강진군수를 역임했다.

## 학력
- 1975 ~ 1978 동국대학교 사범대학 부속고등학교 졸업
- 1978 ~ 1986 건국대학교 행정학과 졸업
- 1999 ~ 2001 시라큐스대학교 대학원 공공행정 중견관리자개발과정 문학 석사 졸업

## 경력
- 1987 제31회 행정고등고시 합격
- 1988.12 내무부 행정사무관
- 1995.06 전라남도청 문화체육과 문화계장
- 1996.01 전라남도청 기획관리실 기획계장
- 1998.09 전라남도청 기획관리실 법무담당관
- 2001.08 전라남도 의회사무처 전문위원
- 2002.01 전라남도청 복지여성국 사회복지과 과장
- 2005.04 전라남도 장흥군 부군수
- 2005.04 전라남도청 기획관리실 정책기획관
- 2006.02 전라남도 혁신도시건설지원단 단장
- 2008.08 전라남도 행정지원국 인력관리과
- 2009.07 전라남도F1대회준비기획단 F1대회지원보좌관
- 2012.04 ~ 2014.06 제42대 전라남도 강진군수
- 2014.07 ~ 2018.06 제43대 전라남도 강진군수
- 2022.07 ~ 제45대 전라남도 강진군수
- 2024.08.17 더불어민주당 복당

## 역대 선거 결과
|  | 43.65% |

|  | 74.41% |

|  | 72.31% |

|  | 54.87% |

| 전임 황주홍 (권한대행)노두근 (권한대행)박균조 | 제42·43대 전라남도 강진군수(민선) 2012년 4월 12일 ~ 2018년 6월 30일 | 후임 이승옥 |

| 전임 이승옥 | 제45대 전라남도 강진군수(민선) 2022년 7월 1일 ~ |  |